# The Beatles' Story
The Beatles' Story è una compilation dei Beatles contenente interviste, conferenze stampa e qualche canzone, pubblicato dalla Capitol Records negli Stati Uniti il 23 novembre 1964. Il disco venne fatto uscire sia in versione mono che in versione stereo.

## Storia
Ideato per celebrare il primo anniversario dell'immissione sul mercato del singolo I Want to Hold Your Hand/I Saw Her Standing There da parte dell'etichetta, e commentato da John Babcock, Al Wiman e Roger Christian, l'album contiene soprattutto brani parlati a eccezione di un breve estratto di canzoni provenienti dal concerto che i Beatles tennero all'Hollywood Bowl nel 1964, rimasto inedito fino al maggio 1977.
Nel 1996, The Beatles' Story era stato programmato per essere ristampato in formato Digital Audio Tape (DAT), ma quando il formato in questione fallì commercialmente, l'operazione fu cancellata.
È stato ristampato su CD per la prima volta per il box set The U.S. Albums del 2014.

## Accoglienza
Il disco entrò alla posizione numero 97 nella classifica degli LP più venduti di Billboard, il 12 dicembre 1964. Il 2 gennaio 1965, l'album raggiunse la settima posizione, dove rimase per quattro settimane prima di iniziare la sua lenta discesa. Cash Box classificò l'album alla posizione n° 7, mentre Record World lo posizionava alla n° 13. Anche se non ebbe vendite milionarie, il disco venne certificato disco d'oro, con circa un milione di dollari di ricavi dalle vendite, nella prima settimana sul mercato; un risultato più che soddisfacente, considerando che l'album era poco più che un disco "parlato" e non di musica vera e propria.

## Tracce
Lato 1
1. On Stage with the Beatles
2. How Beatlemania Began
3. Beatlemania in Action
4. Man Behind the Beatles – Brian Epstein
5. John Lennon
6. Who's a Millionaire?

Lato 2
1. Beatles Will Be Beatles
2. Man Behind the Music – George Martin
3. George Harrison

Lato 3
1. A Hard Day's Night – Their First Movie
2. Paul McCartney
3. Sneaky Haircuts and More About Paul

Lato 4
1. The Beatles Look at Life
2. Victims of Beatlemania
3. Beatles Medley:
  1. Things We Said Today
  2. I'm Happy Just to Dance with You
  3. Little Child
  4. Long Tall Sally
  5. She Loves You
4. Ringo Starr
5. Liverpool and All the World!